# Óscar Parra de Carrizosa
Óscar Parra de Carrizosa (...) è un regista cinematografico, sceneggiatore, scrittore produttore cinematografico spagnolo.
È stato premiato al Festival del Cinema Internazionale di Polonia Niepokalanow nel 2009 per il lungometraggio Uno de vosotros me traicionará, e cinque anni dopo, nello stesso festival, ha ricevuto il secondo premio con il film Bajo un manto de estrellas. Inoltre è stato premiato in Colombia con il Guacarí de Oro come Miglior Regista nel 5.ª Montería Film Festival, e con il Al Andalus 2016. È stato l'ultimo regista che ha diretto l'attrice Sara Montiel nel suo film Abrázame.

## Storia
I genitori di Óscar Parra de Carrizosa sono originari di La Mancia. 
Nel 2006 ha realizzato il primo peplum spagnolo da oltre cinquant'anni. Il film, intitolato Uno de vosotros me traicionará, ha avuto una larga eco a livello internazionale, anche se scarsa in Spagna. 
Tre anni dopo il lungometraggio riceve il prestigioso premio e menzione speciale al XXIV Festival del Cinema Internazionale di Polonia.
Nel 2008 scrive e dirige il film El expediente Belchite, le cui riprese furono interrotte per vari mesi a causa dei presunti fenomeni inspiegabili accaduti durante la registrazione. Si sospesero le riprese nel luglio del 2008 dopo una terribile notte in cui furono girate le scene nel paese di Belchite.
Nel 2010 scrive, accanto a Gemma G. Regal, il cortometraggio La rosa muerta: una storia basata su fatti reali che ha come argomento la leucemia. La realizzazione fu possibile grazie alla collaborazione dell'Associazione Spagnola dei Colpiti dal Linfoma, Mieloma e Leucemia (AEAL) e la colonna sonora fu finanziata dal cantante Antonio Orozco.
Nel  2011 scrive e dirige il lungometraggio Abrázame, per il quale selezionò Javier Gurruchaga, María Garralón, Beatriz Rico e la stella internazionale Sara Montiel, che tornò così nel grande schermo dopo trentotto anni di assenza. 
Nel settembre dello stesso anno il famoso presentatore televisivo Iker Jiménez realizzò un programma speciale sul popolo aragonese di Belchite, e sulle presunte attività paranormali del luogo, invitando il regista a partecipare e a raccontare ciò che era successo durante le riprese di El expediente Belchite.
In televisione, durante la prima metà del 2012, ha prodotto, scritto e diretto per Antenna 3 la serie comica Los hijos de Mambrú nella quale ha lavorato, tra gli altri, con Fernando Esteso, Miguel Joven, Javivi e David Venancio Muro. 
Verso la fine dello stesso anno scrive e dirige il lungometraggio No quiero ser recuerdo, in cui Lucía Ramos recitò come protagonista.
Nel 2013 gira ad Almagro (Spagna) un nuovo film sul martirio di alcuni fratelli domenicani, ambientato durante i primi giorni della Guerra Civile Spagnola, intitolato Bajo un manto de estrellas. Il film esce nei cinema il 14 febbraio 2014.
A maggio del 2014 Bajo un manto de estrellas viene premiato al Festival del Cinema Internazionale Niepokalanow 2014. Un mese dopo riceve il premio Guacarí de Oro come Miglior Regista, nel 5º Montería Film Festival di Colombia con lo stesso film. 
Verso la fine del 2014 gira un nuovo film intitolato La espina de Dios. Il film narra gli ultimi tre anni della vita di Gesù di Nazaret e apporta, come novità, un maggiore rigore storico rispetto ad altri film dello stesso genere che lo precedono. È stato definito come la prima versione dal punto di vista degli apostoli.
Il 27 marzo 2015 debutta nei cinema spagnoli La espina de Dios. Durante l'estate si occupa delle risprese della commedia Re-emigrantes. Adiós Madrid, que te quedas sin gente, che ha come protagonista Fernando Esteso, il quale ritorna sugli schermi come protagonista dopo i successi degli anni settanta e ottanta.
Durante la primavera del 2016 debutta Re-emigrantes. Adiós Madrid, que te quedas sin gente e Óscar Parra de Carrizosa continua la pre-produzione di due nuovi film, Rocío, il film,  un biopic sulla vita dell'artista Rocío Dúrcal e un nuovo dramma storico il cui titolo provvisorio è 14 Lunas de fuego.
A novembre del 2016 il regista è premiato con il riconoscimento Al Andalus per il film Re-emigrantes.
Il 2017 prosegue con la pre-produzione di Rocío, il film e 14 Lunas de fuego.

## Filmografia

### Lungometraggi
| Anno | Film                           |
| ---- | ------------------------------ |
| 2015 | Re-Emigrantes                  |
| 2014 | La espina de Dios              |
| 2013 | Bajo un manto de estrellas     |
| 2012 | No quiero ser recuerdo         |
| 2011 | Abrázame                       |
| 2008 | El expediente Belchite         |
| 2006 | Uno de vosotros me traicionará |

### Cortometraggi
| Anno | Film                     |
| ---- | ------------------------ |
| 2016 | Feliz Navidad            |
| 2014 | Lo primero es la familia |
| 2013 | ¿Pero qué...?            |
| 2010 | La rosa muerta           |
| 2008 | Paraíso Club             |
| 2007 | La triste noche          |
| 2006 | El diario                |
| 2005 | El pozo                  |
| 2004 | El otro lado             |